# Wamin
Wamin ist eine französische Gemeinde mit 242 Einwohnern (Stand: 1. Januar 2022) im Département Pas-de-Calais in der Region Hauts-de-France. Sie gehört zum Arrondissement Montreuil und ist Mitglied im Gemeindeverband Communauté de communes des 7 Vallées. Die Einwohner werden Waminois und Waminoises genannt.
Nachbargemeinden sind Wambercourt im Nordwesten, Fressin im Norden, Auchy-lès-Hesdin im Osten, Le Parcq im Süden, Hesdin-la-Forêt im Südwesten und La Loge und Cavron-Saint-Martin im Westen.

## Bevölkerungsentwicklung
| Jahr      | 1962 | 1968 | 1975 | 1982 | 1990 | 1999 | 2008 | 2014 |
| --------- | ---- | ---- | ---- | ---- | ---- | ---- | ---- | ---- |
| Einwohner | 295  | 273  | 217  | 272  | 276  | 263  | 252  | 239  |